# Алс-Тормс
Алс-Тормс (кат. els Torms, вимова літературною каталанською [əłs tɔɾms]) — муніципалітет, розташований в Автономній області Каталонія, в Іспанії. Код муніципалітету за номенклатурою Інституту статистики Каталонії — 252249. Знаходиться у районі (кумарці) Ґаррігас (коди району — 18 та GG) провінції Льєйда, згідно з новою адміністративною реформою перебуватиме у складі Західної баґарії (округи). 